# Hliník nad Hronom
Hliník nad Hronom este o comună slovacă, aflată în districtul Žiar nad Hronom din regiunea Banská Bystrica, pe malul râului Hron. Localitatea se află la altitudinea de 239 m deasupra n.m., se întinde pe o suprafață de 11,32 km2 și în 2017 număra 2.860 de locuitori.

## Istoric
Localitatea Hliník nad Hronom este atestată documentar din 1075.

## Demografie
| An:                | 1994 | 2004   | 2014   | 2024   |
| ------------------ | ---- | ------ | ------ | ------ |
| Număr de persoane: | 3053 | 2946   | 2915   | 2640   |
| Diferență:         |      | −3,50% | −1,05% | −9,43% |

| An:                | 2023 | 2024   |
| ------------------ | ---- | ------ |
| Număr de persoane: | 2652 | 2640   |
| Diferență:         |      | −0,45% |